# Jurchen (volk)
De Jurchen waren een Toengoezisch volk in Mantsjoerije (het huidige Noordoost-China). Rond de 17e eeuw namen ze de naam Mantsjoes aan.
De Jurchen stichtten, nadat ze de Noordelijke Song-dynastie verjaagd hadden, de Jin-dynastie (1115-1234), waarvoor ze tussen 1115 - 1122 een aantal oorlogen tegen de Song moesten voeren. Nadat ze een groot deel van het noorden van China ingenomen hadden, migreerden veel Jurchen naar het gebied en namen de Confuciaanse cultuur over. De dynastie duurde tot 1234 toen de Mongolen de dynastie omverwierpen.

## Etymologie
De term Jurchen dateert terug tot rond het jaar 1000, toen het koninkrijk Bohai  in het noorden van het Koreaanse schiereiland, vernietigd werd door de Kitan. Eerdere varianten van het woord, zoals Sushen of Jichen waren al opgenomen in voorchristelijke geschriften zoals het Boek van Wei. Waarschijnlijk is de naam afgeleid van het Jurchische woord jušen, waarvan de originele betekenis onduidelijk is. De term Jurchen is een verengelste versie van een Mongoolse vertaling van het woord, namelijk Jürchin, dat waarschijnlijk in naar Europa gekomen Mongoolse teksten stond.
Sommige Russische linguïsten en historici denken dat de Ducher, een volk dat door de Russische ontdekkers in de gebieden Amur en Sungari aangetroffen werd rond 1650, de directe afstammelingen waren van de Amurische Jurchen en dat de term Ducher simpelweg een variatie is op jušen. De term Jurchen is overigens verwant aan Joseon, een van de vele namen van Korea.

## Jin-dynastie

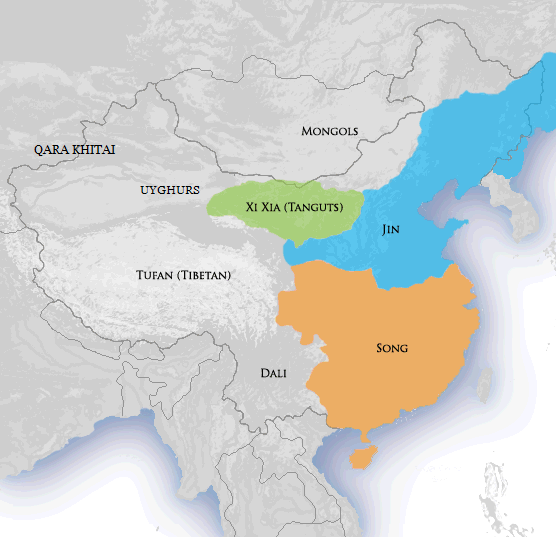
Jin-dynastie (blauw)

Nadat de Kitan het koninkrijk Bohai hadden onderworpen, stichtten ze de Liao-dynastie, waaraan de Jurchen onderdanig waren. De verschillende stammen werden verenigd in 1115 onder Wanyan Aguda, die zichzelf tot keizer uitriep. In 1120 veroverde hij Shangjing, de hoofdstad van Liao dynastie. De Jurchen vielen daarna het toenmalige China binnen, waar de Song-dynastie heerste. In 1127 viel de hoofdstad van de Song-dynastie, Kaifeng. De Song vluchtten naar het zuiden, en stichtten ten zuiden van de rivier de Jangtsekiang de Zuidelijke Song-dynastie. De Jurchen brachten het noorden van China onder hun controle en stichtten de Jin-dynastie. Uiteindelijk bleef, na een serie grensgevechten, de Jangtsekiang de grens tussen beide rijken. De naam Jin is afgeleid het Mantsjoewoord ‘aisin’ dat goud, gouden betekent. De van oorsprong nomadische stamleden van de Jurchen werden de eerste jaren gereedgehouden voor oorlogen, maar het stadse leven in China zorgde ervoor dat velen zich permanent vestigden en ook de Jin-dynastie demilitariseerde deels. De keizer van de Jin-dynastie sloot vrede met de Song en voerde het confucianisme in.
Na 1189 kwamen de Jin klem te zitten tussen de Mongolen en de Zuidelijke Song-dynastie. De tweefrontenoorlog werd beslist in 1215, toen de Mongolen het noorden van de Jin-dynastie binnenvielen. Uiteindelijk bleken hun legers te sterk en de Jin-dynastie viel in 1234 na de belegering van Caizhou uit elkaar.

## Cultuur en maatschappij

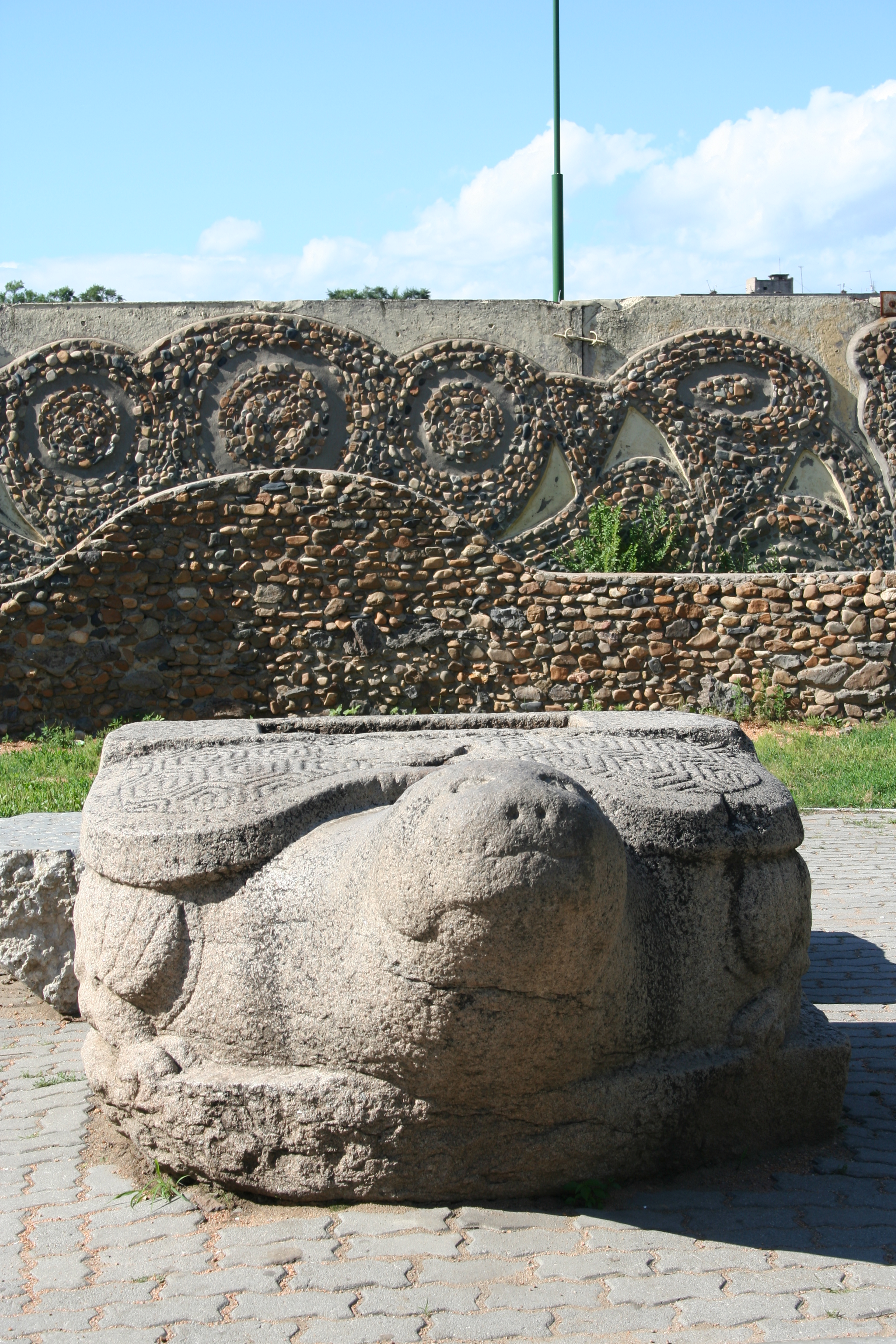
Stenen schildpad uit een graf van een Jurchen-leider uit de 12e eeuw in het huidige Ussuriysk.

De Heishui Mohe-stammen behoorden tot de verscheidene voorouders van de Jurchen. Zelf stamden zij weer af van de Mohe-stammen die rond de rivier de Amoer leefden. De Jurchen leefden een nomadisch leven dat veel weg had van de jager-verzamelaarscultuur van volkeren op de toendra en aan de kust in die tijd. Net zoals de Khitan en de Mongolen stonden kracht, ruiterkunde, boogschieten en jagen in een hoog aanzien. De religie van de Jurchen had veel weg van de sjamanistische religies in prehistorisch Azië. De godin van de lucht, Abka Hehe, was hun oppergodin. Tijdens de latere Qing-dynastie werd Abka Hehe veranderd in de god van de lucht, Abka Enduri.  Nadat ze China veroverd hadden, werd het Boeddhisme onder de Jin de voorname religie van de Jurchen, ook al werd ook Taoïsme gepropageerd.
De maatschappij van de Jurchen leek op die van de Mongolen. Zowel de Mongolen als de Jurchen werden geleid door een man met de titel ‘Khan. Ook stamhoofden konden zo genoemd worden. Machtige stamhoofden werden beile (prins, edelman) genoemd, een woord dat overeenkomt met het Mongoolse beki en het Turkse beg/bey. Verder was het primogenituur geen wet, wat inhield dat niet alleen de oudste zoon van een Khan, maar ook elke jongere zoon of zelfs neef als Khan gekozen worden, mits zij capabel genoeg waren.
Tijdens de Ming Dynastie (1368-1644) in China, leefden de Jurchen in kleine sub-clans in Mantsjoerije, genaamd mukun of hala mukun. De leden van zo’n clan werden geleid door een hoofdman genaamd mukunda. De Jurchen leefden in families bij elkaar, de booigon, bestaande uit vijf tot zeven familieleden die bloedverwant waren, en een aantal slaven. Zo’n huishouden (boo) vormden ploegen (tatan) met andere huishoudens om taken als jagen en voedsel verzamelen uit te voeren. Ook vormden zij niru, grotere groepen die samen grotere taken volbrachten, zoals oorlog voeren.
Het was tot heden onbekend wat voor begraafsrituelen de Jurchen onderhielden. In juli van 2012 vonden Russische archeologen een begraafgrond van de Jurchen in Primorski, Rusland. Zo’n 15 graven uit de 12e en 13e eeuw werden gevonden. 14 graven omcirkelden één graf in het midden, waarschijnlijk het graf van een stamhoofd, omgeven door zijn bedienden. Elk graf bevatte een pot met as, wat ertoe leiden dat geleerden denken dat de Jurchen hun doden cremeerden. Verder waren in de graven ook een bundel pijlen en een gebogen zwaard te vinden. Waarschijnlijk was het zwaard gebogen om te laten zien dat de eigenaar het toch niet nodig zou hebben na zijn dood.
De Jurchen waren voornamelijk sedentair, ofwel ze woonden op vaste locaties. Ze vestigden zich als boeren met een geavanceerde agricultuur. Ze verbouwden graan, gierst en vlas, en hielden varkens, schapen, ossen en paarden. Hun agrarische cultuur verschilde nogal van het pastorale (pastor= herder)  nomadisme van de Mongolen en de Kithan op de steppen, die rondtrokken met hun vee. Alhoewel hun voorouders, de Mohe, honden niet beschouwden als geschikte huisdieren, begonnen de Jurchen honden wel als zodanig te zien, en toen de samenleving van de Jurchen overging in de Mantsjoebeschaving, was het verboden om hondenhuid te gebruiken, en om honden kwaad te doen, te doden of te eten. Waarschijnlijk komt dit omdat de Koreanen deze gebruiken wel degelijk hadden, iets wat de Mantsjoes zagen als het 'grootste kwaad'

## Taal
De Jurchen van de Jin-dynastie hadden  een schriftsysteem dat gebaseerd was op dat van Kitan. Dit schrift was in de zestiende eeuw in onbruik geraakt. De Jurchen van die periode schreven vooral in het Mongools en – in mindere mate -Chinees. In 1599 gaf Nurhaci de opdracht tot het creëren van een nieuw schriftsysteem, gebaseerd op het Mongoolse. Dat kreeg maar weinig toepassing. De verbinding tussen het gesproken en geschreven woord was gebrekkig door een discrepantie tussen het klinkerssysteem van het Jurchen en dat van Mongools. Met name het Mongoolse schrift bleef gehanteerd worden als een literaire lingua franca.  Pas in de periode van  Hong Taiji werd dit schriftsysteem uitgebreid met een groot aantal diakritisch tekens. Het nieuwe systeem maakte het voor het eerst nu echt mogelijk om de klanken van de gesproken taal om te zetten naar een schrift. Daardoor ontstond ook de taal die – pas later – Mantsjoe genoemd zou worden.  

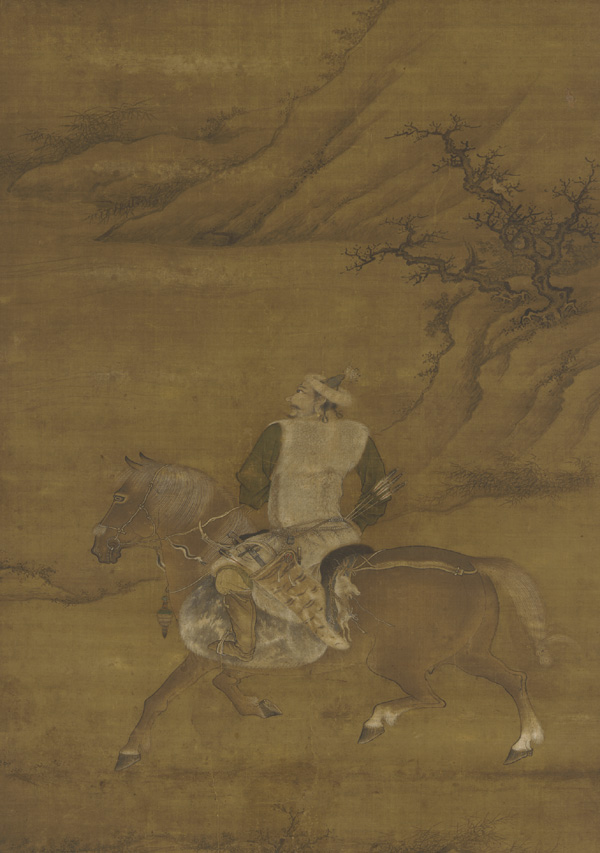
Een Jurchische man die jaagt te paard, van een 15e-eeuwse inktschilderij op zijde.

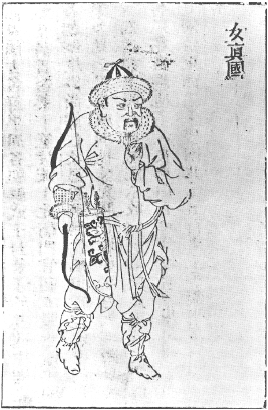
Een houtblokdruk van een Jurchische strijder van een latere periode van de Ming-dynastie.

## Overgang van de Jurchen naar de Mantsjoes

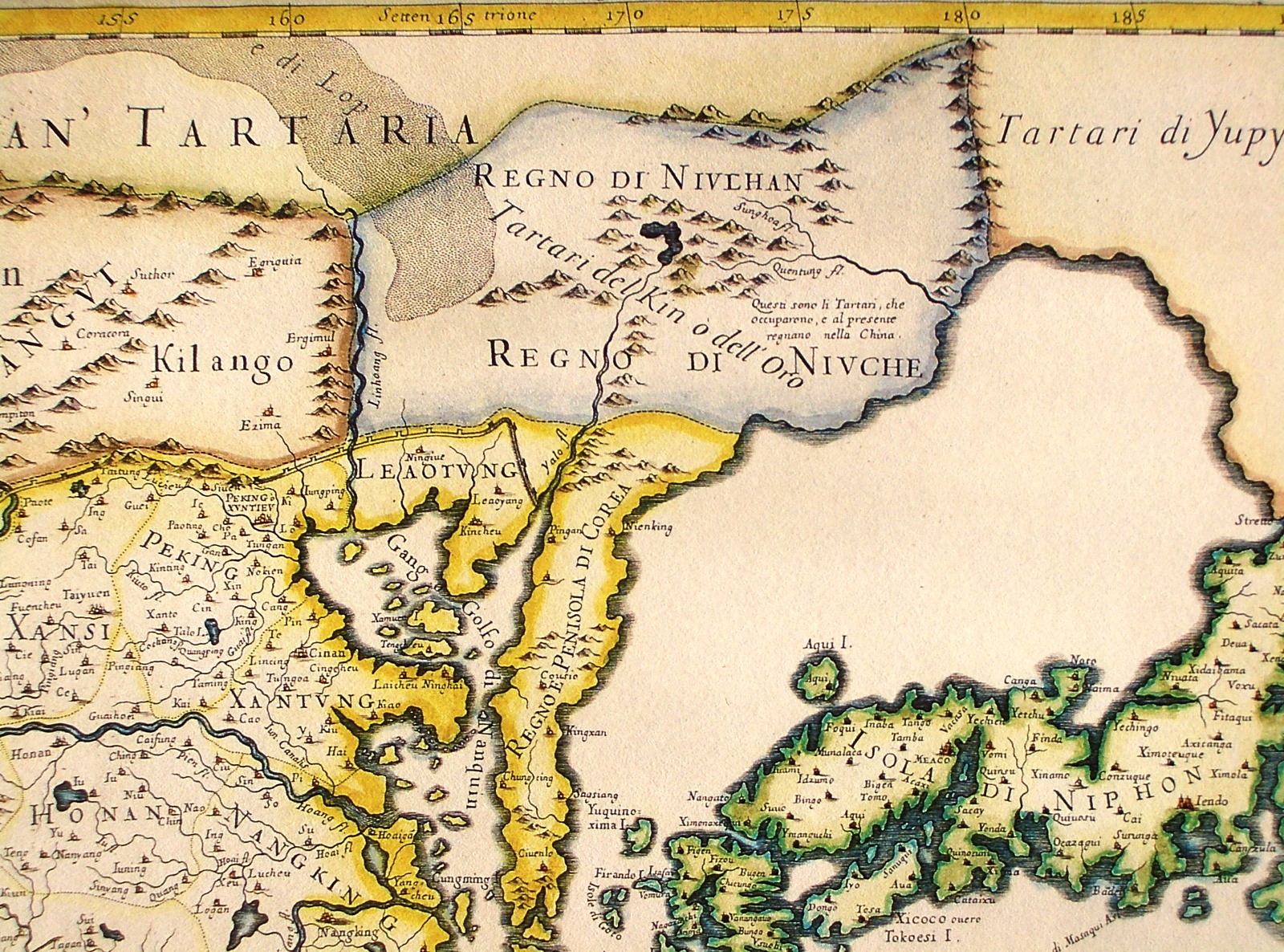
Een Italiaanse kaart uit 1682 met daarop het "koninkrijk van Niuche" of het rijk van de "Kin Tataren".

Tot ongeveer 1980 werd in de geschiedschrijving over deze periode een beeld neergezet van een vrij vloeiende transitie van Jurchen naar Mantsjoes. Daarbij zou  dezelfde etnische identiteit behouden zijn, maar veranderde alleen de naam. Dat beeld werd mede gebaseerd op een verklaring van Hong Taiji van 20 oktober 1635, waarvan een  deel van de tekst bekend is.
 Onze  gurun   had oorspronkelijk de namen Manju, Hada, Ula, Yehe en Ula. Vroeger noemden  onwetende personen ons wel  jusen. De term jusen refereert aan de Sibo en Chaomergan barbaren en heeft niets te doen met onze gurun.
Onze gurun heeft de  Manju in het leven geroepen. Zijn bewind is lang en over vele generaties overgedragen. Daarvoor zal onze gurin nu Manju genoemd worden en niet de vorige vernederende naam
.  
 
Gurun kan zowel staat, stam, volk, hof betekenen afhankelijk van context en omstandigheden.
Vanaf 1980 werd een nieuwe visie ontwikkeld. In de visie werd het begrip Mantsjoe in de zeventiende eeuw vooral gedefinieerd als een organisatie, coalitie van heel divers samengestelde groepen. Die coalitie had als doel het ten val brengen van de Ming-dynastie en de verovering van China. In die definitie was er geen of nauwelijks ruimte voor een etnisch bepaalde Mantsjoe-identiteit. Sommige historici beschreven in die opvatting dat een Mantsjoe-identiteit pas veel later tot stand kwam en feitelijk pas in de achttiende eeuw gecreëerd  werd.
De meest recente geschiedschrijving hanteert ook het beeld van de vroege Mantsjoes als in de eerste plaats een multi-etnische coalitie,waarvan de Jurchen oorspronkelijk wel de belangrijkste maar zeker niet de enige groep vormden. 
In die laatste opvatting trachtte Hong Taiji om strikt politieke redenen een identiteit te creëren die hij de naam Mantsjoe gaf om de vele vaak heel verschillende stamgebonden identiteiten van de stammen van de Jurchen maar ook andere noordoostelijke stammen te vervangen. Van die nieuwe identiteit konden ook Mongolen en Han-Chinezen deel uitmaken.